# The National Academy of Sciences

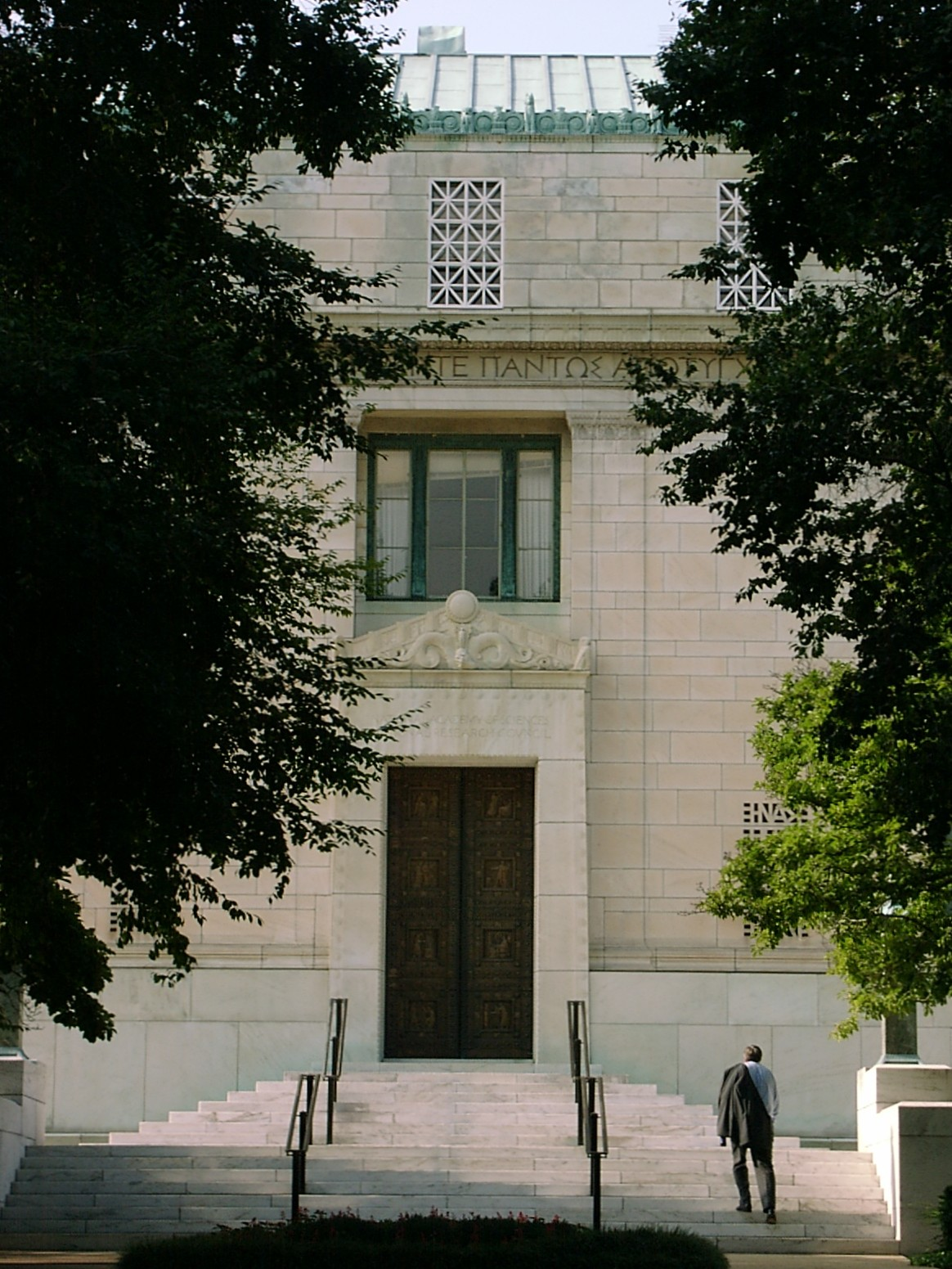
National Academy of Sciences byggnad i Washington, D.C.

The National Academy of Sciences (NAS) är USA:s motsvarighet till den svenska Vetenskapsakademien och arbetar under likartade förhållanden. Akademin sorterar under The National Academies.
NAS grundades av president Abraham Lincoln 1863 under nordamerikanska inbördeskriget och fick uppdraget att "undersöka, examinera och rapportera inom områdena vetenskap eller konst".
Akademin har en mycket stark roll i det amerikanska samhället och utför forskning på direkt beställning av såväl Vita Huset som andra statliga institutioner och departement.
NAS består (2006) av cirka 2 000 medlemmar och cirka 350 utländska associerade medlemmar. 200 nobelpristagare återfinns i leden.
Tidskriften Proceedings of the National Academy of Sciences (PNAS) är akademins officiella journal.